# NGC 1221
NGC 1221 este o galaxie lenticulară situată în constelația Eridanul. A fost descoperită în 1886 de către Francis Leavenworth. Se află la o distanță de 68,87 de megaparseci de Pământ.